# Mesophellia arenaria
Mesophellia arenaria är en svampart som beskrevs av Berk. 1857. Mesophellia arenaria ingår i släktet Mesophellia och familjen Mesophelliaceae.   Inga underarter finns listade i Catalogue of Life.